# Finch (EP)
Pour les articles homonymes, voir Finch.
Albums de Finch
Say Hello to Sunshine
(2005) Back to Oblivion
(2014)
Finch est le deuxième EP de Finch. Il est sorti en version numérique le 22 juillet 2008 puis en copie physique début août dans certains points de vente indépendants (Hot Topic…). C'est la première production du groupe depuis son split entre 2006 et 2007, cet EP marque donc son retour sur le devant de la scène, sans label, et avec un line up quelque peu changé.

## Liste des titres
1. Daylight - 4:16
2. Famine or Disease - 3:57
3. From Hell - 3:39
4. Chinese Organ Thieves - 7:28

### Single
- Famine or Disease

## Composition du groupe
- Nate Barcalow – Chant
- Randy Strohmeyer – Guitare/Back vocals
- Alex Linares – Guitare
- Daniel Wonacott – Basse
- Drew Marcogliese – Batterie/Back vocals
- Jason Cupp - Production